# 헤더스
《헤더스》(영어: Heathers)는 1989년 개봉한 미국의 블랙 코미디 영화이다. 마이클 레이먼의 감독 데뷔작이며, 대니얼 워터스가 각본을 맡았다. 위노나 라이더, 크리스천 슬레이터, 섀넌 도허티가 출연하였다.
1990년 제5회 인디펜던트 스피릿 어워드 최우수 데뷔 작품상 수상작이며, 이를 통해 대니얼 워터스는 에드거상을 수상하기도 했다. 평단으로부터 호평을 받았음에도 박스 오피스 흥행이 부진했지만, 이후에 컬트 영화로 자리매김하게 되었다.
2015년 엔터테인먼트 위클리 선정 "최고의 고등학교 영화 50선" 중 5위를 차지했으며, 엠파이어지 선정 "역사상 최고의 영화 500선"에서 412위에 올랐다.

## 줄거리
오하이오주 가상 마을 셔우드. 웨스터버그 고등학교에는 헤더(Heather)라는 이름을 가진 부잣집 미인 셋, 헤더 듀크, 헤더 맥너마라, 여왕벌 헤더 챈들러로 이뤄진 인기 그룹이 있다. 버로니카는 경외의 대상인 이 헤더스(Heathers)에 끼게 되지만 전횡을 일삼는 헤더들에게 질려 인기는 없지만 상냥한 예전 친구들을 그리워하기 시작한다.
버로니카는 전학생 제이슨 "J.D." 딘이 공포탄으로 미식축구부 불량배들을 겁주는 모습을 보고 반한다. 외톨이인 J.D.는 어머니가 자살했으며 폭발물광인 건물 해체 업계 거물 아버지와 사이가 좋지 않다. 버로니카는 현재 헤더스 중심인 헤더 챈들러와 남학생 사교 모임 파티에 참석했다가 술에 취해 토를 한 뒤 헤더 챈들러와 다투고, 헤더 챈들러는 헤더스를 만나기 전 버로니카는 아무 것도 아니었다며 보복을 예고한다.
버로니카는 J.D.와 잠자리를 갖고, 헤더 챈들러의 폭정에 대한 공통의 혐오를 확인한다. 둘은 헤더 챈들러의 집에 들어가 가짜 해장 음료을 만들어 구토를 유발하기로 한다. J.D.가 잔에 배수관 청소액을 넣겠다고 하자 버로니카는 이를 장난으로 넘기며 다른 잔에 오렌지 주스와 우유를 섞는다. 그러나 버로니카는 실수로 배수관 청소액이 든 잔을 헤더 챈들러의 방에 갖다주고, J.D.는 이 실수를 알아채고도 버로니카에게 알려주지 않는다. 이를 마신 헤더 챈들러가 즉사하자 당황한 버로니카에게 J.D.는 가짜 자필 유서를 위조하게 만든다. 헤더 챈들러는 비극적 죽음으로 더욱 추앙을 받게 된다. 헤더스의 새 리더가 되고 싶은 헤더 듀크는 이 관심을 더 큰 인기를 모을 기회로 여기고 방송에 나간다.
버로니카는 최근 램과 가까워진 헤더 맥너마라를 위해 커트, 램과 쌍쌍 데이트를 나간다. 커트는 취해서 뻗어버리고, 램은 헤더 맥너마라와 관계를 갖는다. 그러나 커트와 램은 버로니카가 구강성교를 해줬다고 거짓말을 퍼트려 버로니카의 명예를 실추시킨다. J.D.는 커트와 램을 숲으로 유인해 진정제를 쏴서 망신을 주자고 제안한다. 그러나 실제로 쓰인 것은 실탄이었고, 버로니카는 어쩔 수 없이 둘의 죽음을 게이 연인의 동반 자살로 위장하는 데 동참하게 된다. 커트와 램은 동성애 혐오에 희생된 순교자로 추앙을 받는다.
버로니카는 J.D.가 보여온 일련의 행동에 불안을 느끼며 헤어진다. 곧 J.D.는 과체중으로 괴롭힘을 당하고 있는 마사와 헤더 듀크가 실은 어린 시절 단짝이었음을 보여주는 사진으로 헤더 듀크를 협박하여 헤더 듀크로부터 앞으로 자신이 할 부탁을 들어주겠다는 약속을 받아낸다. J.D.는 헤더 챈들러가 하고 다녔던 빨간색 곱창 헤어밴드를 헤드 듀크에게 주며 학교의 지배권이 헤더 듀크에게 넘어갔음을 상징적으로 시사한다.
마사는 자살을 하려고 도로로 뛰어들었다가 부상을 입는 데 그친다. 주변 학생들은 마사가 인기 있는 아이들을 따라하려 했다고 여기며 마사를 조롱한다. 헤더 맥너마라는 라디오 프로그램에 전화해 우울증에 관해 털어놓은 뒤 여학생 화장실에서 과다복용으로 자살을 시도하지만 약을 목 뒤로 넘기기 바로 직전 버로니카가 이를 발견하고 막는다. J.D.는 집단 자살 유서를 청원으로 가장하여 헤더 듀크를 시켜 전교생이 서명을 하게 만든다.
부모님이 J.D.가 집에 들려 버로니카가 자살 조짐을 보여 걱정이 된다는 말을 하고 갔다고 하자 버로니카는 J.D.가 자신을 죽일 심산이라는 걸 깨닫는다. 목을 매달아 자살한 척 꾸민 버로니카를 발견한 J.D.는 학교 응원전에서 폭탄을 터트리고 집단 자살로 위장할 계획이라고 혼잣말로 떠벌린다.
J.D.는 체육관과 보일러실에 시한 장치가 달린 다이너마이트를 설치한다. 버로니카는 시한 장치가 발동하기 직전 J.D.를 쏘고 J.D.는 쓰러지면서 의도치 않게 시한 장치를 멈춘다. 밖으로 나온 J.D.는 가슴에 두르고 있던 폭탄을 보여주고 폭탄을 터트려 자살한다.
다시 교내로 들어간 버로니카는 헤더 듀크의 머리에서 빨간색 곱창 헤어밴드를 뽑아내며 학교가 더 이상 헤더스의 손에 있지 않음을 알린다. 버로니카는 마사를 집에 초대하고 프롬이 있는 날 밤 함께 영화를 보기로 한다.

## 출연
- 위노나 라이더 - 버로니카 소여 역
- 크리스천 슬레이터 - 제이슨 "J.D." 딘 역
- 섀넌 도허티 - 헤더 듀크 역
- 리샌 포크 - 헤더 맥너마라 역
- 킴 워커 - 헤더 챈들러 역
- 글렌 섀딕스 - 리퍼 신부 역
- 랜스 펜턴 - 커트 켈리 역
- 패트릭 래버토 - 램 스위니 역

## 기타 제작진
- 협력 제작: 아야 러벙카
- 배역: 샐리 데니슨, 줄리 셀저
- 미술: 존 허트먼
- 의상: 루디 딜런